# Mario Novaro
Mario Novaro (Diano Marina, 25 settembre 1868 – Ponti di Nava, 9 agosto 1944) è stato un poeta, filosofo e imprenditore italiano.

## Biografia
Fratello minore dello scrittore Angiolo Silvio Novaro, nasce da famiglia agiata e, dopo aver condotto brillantemente gli studi liceali, si iscrive all'Università di Berlino dove nel 1893 si laurea in Filosofia

A Berlino entra in rapporto con Gustavo Sacerdote, corrispondente dalla capitale tedesca per giornali socialisti italiani. Studia il pensiero di Giordano Bruno e quello di Nietzsche ponendosi il problema dell’infinito e del rapporto dell’io con il mondo, la natura, Dio.
Nel 1894 consegue la laurea anche all'Università degli Studi di Torino; l'anno successivo pubblica il saggio Il concetto di infinito e il problema cosmologico
Sposa Maria Tarditi, da cui ha due figli, Guido e Cellino. 
Si stabilisce ad Oneglia per occuparsi, con i fratelli, dell'azienda di famiglia. 
Ad Oneglia, dopo avere per breve tempo insegnato nel locale liceo, è anche assessore comunale per il neonato partito socialista.
Pur dedito all'attività imprenditoriale continua a far parte attiva della vita letteraria dei primo anni del Novecento e fonda nel 1899 la rivista La Riviera Ligure, da lui diretta fino al 1919, anno della sua cessazione. 

Nel corso di questi anni entrerà in rapporto con i più significativi autori dell’epoca: Giovanni Pascoli, Corrado Govoni, Marino Moretti, Giovanni Papini, Ardengo Soffici, Aldo Palazzeschi,. Importanti furono anche le collaborazioni, da Luigi Pirandello a Giuseppe Ungaretti, da Dino Campana a Umberto Saba, con una considerevole presenza dei poeti e intellettuali liguri quali Ceccardo Roccatagliata Ceccardi, Giovanni Boine, Piero Jahier, Camillo Sbarbaro.
In età giovanile aveva scritto alcuni saggi di carattere filosofico e raccoglie tutte le sue poesie, che hanno come tema principale l'aspro paesaggio ligure, in un volume intitolato Murmuri ed echi vede le stampe nel 1912. È anche curatore dell'edizione delle opere di Boine che sente affine negli interessi, soprattutto di carattere etico.
Nel dicembre 1917 gli giunge la notizia della morte in guerra del secondogenito Cellino, al quale dedicherà, nel 1935, il volume Alcuni scritti e lettere di Cellino Novaro e pensieri da lui raccolti.
All’inizio del 1944, in piena guerra, rifugia la famiglia a Forti di Nava, dove muore il 9 agosto.
Nel 1983 a Genova è stata istituita la Fondazione Mario Novaro per volontà degli eredi del poeta e di un gruppo di docenti dell'Università degli Studi di Genova allo scopo di valorizzarne il lascito intellettuale.

## Opere
- Die philosophie des Nicolaus Malebranche, Berlin, Mayer & Müller, 1893.
- Il concetto di infinito e il problema cosmologico, Roma, Balbi, 1895.
- Pensieri metafisici di Malebranche, Lanciano, Carraba, 1911.
- Murmuri ed echi, Napoli, Ed.Ricciardi, 1912. Ristampato più volte, edizioni recenti:

edizione definitiva a cura di Giuseppe Cassinelli, premessa di Pino Boero e Maria Novaro, Milano, All'insegna del pesce d'oro, 1994. ISBN 88-444-1267-5.
edizione critica a cura di Veronica Pesce, prefazione di Giorgio Ficara, Genova, Fondazione Giorgio e Lilli Devoto, 2011.